# Ларьковка
Ла́рьковка (рос. Ларьковка) — селище у складі Сєровського міського округу Свердловської області.
Населення — 1395 осіб (2010, 1399 у 2002).
Національний склад населення станом на 2002 рік: росіяни — 92 %.